# Tîșkovîci, Ivanîci
Tîșkovîci (în ucraineană Тишковичі) este un sat în comuna Hreadî din raionul Ivanîci, regiunea Volînia, Ucraina.

## Demografie
Componența lingvistică a localității Tîșkovîci
     Ucraineană (99,32%)
     Alte limbi (0,68%)
Conform recensământului din 2001, majoritatea populației localității Tîșkovîci era vorbitoare de ucraineană (99,32%), existând în minoritate și vorbitori de alte limbi.